# Lőrincz László (író)
Lőrincz László (Sepsiszentgyörgy, 1921. március 18. – Mindszent, 2013. február 20.) erdélyi magyar író, szerkesztő, pedagógus.

## Életútja
Brassóban érettségizett, a kolozsvári egyetemen közgazdász oklevelet szerzett. Egyetemi évei alatt mint az Erdélyi Helikon és az ESZC irodalmi szerkesztője a fiatal lírikus nemzedék alkotásait karolta fel (1941–44). Saját versei, novellái, könyvszemléi és tanulmányai az Erdélyi Helikon, Pásztortűz, Termés, Március hasábjain jelentek meg. Civilként jutott hadifogságba, ahonnan 1947-ben Budapestre került s pedagógiai pályára lépett. A Pedagógus Továbbképző Intézet alapító igazgatója, számos nevelésügyi kiadvány szerzője és szerkesztője. Szerkesztette a Budapesti Nevelő című folyóiratot.
Két évtizedes kihagyás után visszatért a szépirodalomhoz, s Budapesten kiadott novellásköteteiben (Mártonka Áron kalendáriuma, 1962; Az éjszakai kutya, 1966; Kerítés az erdőben, 1972; Mezítlábas olajkirály, 1985) erdélyi gyermek- és ifjúkorát s a Szibériában eltöltött nehéz éveket örökítette meg. 
Két gyermeke született feleségétől Fehér Valériától, aki matematika-fizika tanár volt. Gyermekei Lőrincz László (1953 -)  klarinét-, blockföteművész és tanár (Edicio Musica Budapest, Zeneműkiadó –  Furulya ABC); és Lőrincz István (1954–2020) gépészmérnök-sakkozó (http://chess.hu/lorinccz-istvan-1954-2020). Öt unokája és négy dédunokája van.

## Kötetei
- Mezítlábas olajkirály; Magvető, Bp., 1985
- Az éjszakai kutya; Magvető, Bp., 1966
- Szibériai priccseken; Noran, Bp., 1997 (Kortársak)
- Indulhatok, érkezhetek. Válogatott versek; Keller Lajos Városi Könyvtár és Helytörténeti Gyűjtemény, Mindszent, 2006
- Maradék történetek. Búcsú a novelláktól; Keller Lajos Városi Könyvtár és Kulturális Központ, Mindszent, 2007
- Város a koponyámba zárva. Válogatott elbeszélések; Széphalom Könyvműhely, Bp., 2008
- Maradékok az életemből. Az Indulhatok, érkezhetek című kötet kiegészítése; tan. Simon Ferenc; HDK, Szeged, 2009
- Kötet cím nélkül. A Maradék történetek című kötet kiegészítője; Hód, Hódmezővásárhely, 2010
- Egy könyvtáros élete. Gy. Farkas Sándor a nagyenyedi Bethlen Kollégium neves könyvtárosának életútja és tevékenysége; Correct Kft., Szeged, 2014